# 路易斯·费尔南德斯
路爾斯·米基爾·費南迪斯·圖蘭度（西班牙語：Luis Miguel Fernández Toledo，法語發音：[lwis fɛʁ.nɑ̃.dɛz]；西班牙語發音：[lwis feɾˈnandeθ]，1959年10月2日—）是一名在西班牙出生的法國前足球員，場上司職中場，成名於效力巴黎聖日耳門時期，是1980年代中興法國國家隊的主力之一，於1993年退役後擔任教練。

## 生平

### 球員
路易斯·费尔南德斯早年出身於法國一些小型球會，1978年加盟規模較大的巴黎聖日耳門，時僅十九歲。當時他司職防守中場，終其球會生涯並不驕人，之後轉投的球會都是小型球會，而獎項則主要是法甲聯賽冠軍和法國杯冠軍。
許多人熟悉路易斯·费尔南德斯主要是國際賽表現，他早於1982年下半年入選法國國家隊出賽，曾為法國贏得1984年歐洲國家杯。1986年世界盃他協助國家隊打入四強，與同是司職中場的、和被稱為「黃金中場」。至九十年代他一直都代表國家隊出賽，至1992年歐洲國家杯過後，路易斯·费尔南德斯才宣佈退出國家隊，翌年正式結束球員生涯。

### 教練
退役後路易斯·费尔南德斯執掌了多家球會，起先他在執教，其後執教了一些大型球會，包括母會巴黎聖日耳門、西班牙的畢爾包、愛斯賓奴等等。
2010年4月1日，他被以色列足球總會邀請成為國家隊教練。

## 效力球會
- 1978-1986 巴黎聖日耳門
- 1986-1989 RC巴黎（英语：RC Paris）
- 1989-1993 

## 榮譽

### 球員
巴黎聖日耳門
- 法國盃
  - 冠軍：1982年、1983年；
  - 亞軍：1985年；
- 法国足球甲级联赛
  - 冠軍：1986年；

國家隊
- 歐國盃
  - 冠軍：1984年；
- 阿特米奧·弗蘭基盃
  - 冠軍：1985年；
- 世界盃
  - 季軍：1986年；
  - 殿軍：1982年；

個人
- 法國足球先生：1985年

### 領隊
巴黎聖日耳門
- 法國盃
  - 冠軍：1995年；
- 法國聯賽盃
  - 冠軍：1995年；
- 法國超級盃
  - 冠軍：1995年；
- 歐洲盃賽冠軍盃
  - 冠軍：1996年；
- 歐洲足協圖圖盃
  - 冠軍：2001年；
- 法国足球甲级联赛
  - 亞軍：1996年；

畢爾包
- 西班牙足球甲级联赛
  - 亞軍：1998年；

個人
- 法甲年度最佳教練：1994年；

## 外部連結
- 路易斯·费尔南德斯@fff.fr （页面存档备份，存于）
- 路易斯·费尔南德斯@footballdatabase.eu （页面存档备份，存于）